# Parkers-Iron Springs
Parkers-Iron Springs és una concentració de població designada pel cens dels Estats Units a l'estat d'Arkansas. Segons el cens del 2000 tenia 3.499 habitants.

## Demografia
Segons el cens del 2000, Parkers-Iron Springs tenia 3.499 habitants, 1.434 habitatges, i 1.059 famílies. La densitat de població era de 145,9 habitants/km².
Dels 1.434 habitatges en un 26,5% hi vivien nens de menys de 18 anys, en un 59,8% hi vivien parelles casades, en un 10,7% dones solteres, i en un 26,1% no eren unitats familiars. En el 22,2% dels habitatges hi vivien persones soles el 6,6% de les quals corresponia a persones de 65 anys o més que vivien soles. El nombre mitjà de persones vivint en cada habitatge era de 2,44 i el nombre mitjà de persones que vivien en cada família era de 2,82.
Per edats la població es repartia de la següent manera: un 20,9% tenia menys de 18 anys, un 8,4% entre 18 i 24, un 29,4% entre 25 i 44, un 29,7% de 45 a 60 i un 11,5% 65 anys o més.
L'edat mediana era de 40 anys. Per cada 100 dones de 18 o més anys hi havia 96,7 homes.
La renda mediana per habitatge era de 39.766 $ i la renda mediana per família de 47.813 $. Els homes tenien una renda mediana de 31.782 $ mentre que les dones 25.205 $. La renda per capita de la població era de 19.508 $. Entorn del 3,4% de les famílies i el 4,6% de la població estaven per davall del llindar de pobresa.

## Poblacions més properes
El següent diagrama mostra les poblacions més properes.